# Trdnjava Hertvisi
Trdnjava Hertvisi (gruzinsko ხერთვისის ციხე) je ena izmed najstarejših trdnjav v Gruziji. Trdnjava je delovala skozi celotno gruzijsko fevdalno obdobje. Stoji v vasi Hertvisi v občini Aspindza na jugu Gruzije v regiji Mesheti. Trdnjava je bila prvič omenjena v 10. oziroma 11. stoletju. Cerkev, ki je v trdnjavi, je bila zgrajena leta 985, obzidje pa leta 1354. Kot pravi lokalna legenda je na določeni točki trdnjavo uničil Aleksander Veliki, trdnjavo pa je bila nato večkrat obnovljena in ponovno napadena.

## Srednji vek in kasnejša uporaba
Trdnjava je bila 10. oziroma 11. stoletju središče regije Mesheti, v 12. stoletju pa je na območju nastalo mesto. V 13. stoletju so mesto in trdnjavo uničili Mongoli in ta je do 15. stoletja izgubila svojo obrambno funkcijo. Glede na napis na kamnu iz trdnjave je Zakari Kamkamišvili med leti 1354 in 1356 opravil pomembno rekonstrukcijo. Od konca 13. pa do 15. stoletja je bila v lasti meshetskih posestnikov družine Džakeli. V 16. stoletju so južno regijo Gruzije napadli Osmani. V naslednjih 300 letih so imeli v lasti tudi Hertvisi. Leta 1624 je trdnjavo začasno zavzel Giorgi Saakadze. Še en uspešen, čeprav spet začasen poskus, je leta 1771 naredil kralj Heraklij II.
Trdnjava je bila osvobojena izpod osmanske okupacije leta 1828. Ob koncu 19. stoletja sta gruzijska in ruska vojska ponovno zavzeli ozemlja, ki jih je pred tem nadziralo takratno Osmansko cesarstvo, trdnjava pa je nato postala vojaško oporišče za ruske in gruzijske čete.

## Arhitektura
Trdnjava Hertvisi leži na visokem skalnatem griču v ozkem kanjonu ob sotočju rek Kura (Mtkvari) in Paravani.
Sestavljena je iz citadele s stolpi in spodnjega dvorišča, ki obkroža citadelo z juga in vzhoda. Citadela, ki leži na vrhu griča, je sestavljena iz manjših poddelov. Do reke, ki teče pod trdnjavo, s severa vodita dva predora.